# Not Like Everyone Else
Not Like Everyone Else is een Amerikaanse televisiefilm uit 2006 en gebaseerd op het waargebeurde verhaal van Brandi Blackbear die in het kader van de angst die heerste na het bloedbad op Columbine High School van school geschorst werd op beschuldiging van hekserij.

## Verhaal
In 1999, kort na het bloedbad op Columbine High School, wordt de school van Brandi Blackbear (15) extra beveiligd met bewakingsagenten, camera's en metaaldetectoren. Brandi Blackbear is niet al te populair, kleedt zich lichtjes gothachtig en schrijft horrorverhalen, maar kende daarnaast geen noemenswaardige problemen en haalt goede punten.
Dan beschuldigt Kimberly, een populair meisje dat Brandi niet kan uitstaan, Brandi ervan bedreigingen te hebben geuit tegenover de school en leerlingen en er een hitlist op na te houden. Met haar horrorverhalen als enige aanwijzing wordt Brandi vervolgens twee weken — wat nog rest van het schooljaar — geschorst.
In het volgende schooljaar begint Brandi boeken over wicca te lezen omdat ze verhalen schrijft die hierover gaan. Als anderen dit zien, wordt ze meteen als heks gebrandmerkt. Als een leraar ziek wordt, wordt ze ervan beschuldigd een vloek over hem te hebben uitgesproken. Als Brandi dat in een sarcastische bui bevestigt, wordt ze wederom en voor enkele maanden geschorst.
Op voorstel van haar ouders stapt Brandi naar de ACLU waar wordt besloten dat haar burgerrechten werden geschonden en de school hiervoor voor de rechtbank te dagen. De rechter verwerpt echter de klachten omdat geen duidelijk nadeel werd aangetoond. Brandi's ouders moeten nu US$6000 gerechtskosten betalen, maar in ruil voor het intrekken van hun hoger beroep laat de school deze vallen. Brandi stemt hiermee in nu scholen in heel het land ten gevolge van de rechtszaak hun buitensporige veiligheidsmaatregelen wat afzwakken.

## Rolbezetting
| Acteur             | Personage         | Opmerkingen                 |
| ------------------ | ----------------- | --------------------------- |
| Alia Shawkat       | Brandi Blackbear  | protagonist                 |
| Illeana Douglas    | Toni Blackbear    | Brandi's moeder             |
| Eric Schweig       | Tim Blackbear     | Brandi's vader              |
| Nakotah LaRance    | Tim Blackbear Jr. | Brandi's jongere broer      |
| Gary Grubbs        | John Mack Butler  | Brandi's advocaat           |
| Simone Carter      | Casey             | Brandi's beste vriendin     |
| Lucas Till         | Kyle Kenney       | Brandi's beste vriend       |
| Laura Wiggins      | Kimberly          | Brandi's "vijand" op school |
| Josh Blaylock      | Noah Taylor       | Nieuwe jongen op school     |
| Ritchie Montgomery | Henry Bracken     | Schooldirecteur             |
| J.D. Evermore      | Mr. Gray          | Leraar kunst                |
| Douglas Griffin    | Ken Knox          |                             |
| Laurel Whitsett    | Sarah Carson      |                             |
| Margo Moorer       | Mvr. Meehan       | Rechter                     |
| Juli Erickson      | Mvr. Figgis       | Schoolpsycholog             |